# Келмскотт-пресс
«Ке́лмскотт-пресс» (англ. Kelmscott Press) — частная книгопечатня, основанная английским поэтом и художником Уильямом Моррисом в 1891 году. Одним из главных её отличий было использование традиционных книгопечатных технологий. Предприятие просуществовало до 1898 года. Книги «Келмскотт-пресс» возродили ремесло книгопечатания времен Гутенберга и Мануция, а также существенно повлияли на улучшение качества массовой книги.

## История книгопечатни

### Основание
К концу 1880-х годов у Морриса уже имелось достаточно знаний и опыта в области книгопечатания. С начала 1870-х он занимался каллиграфией и делал рукописные книги. Эти занятия помогли ему усвоить основы построения шрифта и понять то значение, которое имеют в книге пробелы, поля, орнамент и иллюстрации.
Много времени Моррис проводил в своей библиотеке, обсуждая книги и рукописи в компании гравера и типографа Эмери Уокера и коллекционера Сидни Кокерелла (который позже станет секретарем «Келмскотт-пресс»). Особое предпочтение Моррис отдавал книгам, напечатанным в Ульме и Аугсбурге в 1460-х годах. Впоследствии он посвятил им несколько статей и лекций.
Кроме того, Моррис был достаточно знаком с современным книгопечатанием. Ещё в 1856 году, редактируя первый номер университетского журнала, он познакомился с одним из лучших типографов того времени — Чарльзом Уиттингемом II из «Чизик-пресс». Эта типография первой стала использовать вновь вошедшие в моду шрифты гравера XVIII в. Уильяма Кэзлона. В ней же были напечатаны некоторые книги Уильяма Морриса.
Незадолго до основания «Келмскотт-пресс» Моррис редактировал и издавал официальный журнал Лиги социалистов Commonwealth («Общественное благо»). Тогда же Моррис познакомился с Томасом Биннингом, который позже будет работать в Kelmscott Press. Начиная с 1887 года Моррис все чаще общается с людьми, связанными с книгопечатанием: с Эмери Уокером, иллюстратором Уолтером Крейном, переплетчиком Томасом Джеймсом Кобденом-Сандерсоном. Возможно, именно знакомство Морриса с Эмери Уокером стало решающим обстоятельством для открытия книгопечатни.
Основание «Келмскотт-пресс» стало возможным к концу 1880-х годов, когда Моррис значительно сократил свою политическую и коммерческую деятельность. К этому времени Моррис начинает испытывать проблемы со здоровьем. Частично из-за этого, книгопечатню было решено устроить рядом с Келмскотт-хаузом, где жил Моррис, в лондонском районе Хаммерсмит. Кроме того, здесь Моррис мог рассчитывать на частые визиты и помощь Уокера, который также жил и работал неподалёку.
«Келмскотт-пресс» начала работать в январе 1891 года.

### Шрифты
Известно, что Моррис хотел заняться книгопечатанием ещё раньше, но его беспокоила необходимость проектирования собственного шрифта — сложная и кропотливая работа, которую сам Моррис тогда называл «чуждой его духу». В ноябре 1888 года Эмери Уокер сделал для лекции несколько увеличенных фотоснимков шрифта XV в. Это ободрило Морриса, который понял, что может изучать и рисовать шрифты в том размере, какой ему будет удобен.
Тем не менее проектирование шрифта оказалось одной из самых сложных задач, с которыми столкнулся Моррис. Он нарисовал три шрифта, которыми и напечатаны все книги в Kelmscott Press. Все они были выгравированы опытным пуансонистом Эдвардом П. Принсом.
Первый, «Золотой», шрифт (англ. Golden Type), был основан на работах венецианских печатников XV в., среди которых — знаменитая антиква Николя Жансона и похожий шрифт, которым Якоб Рубеус набрал «Историю Флоренции» Аретино (1476). Моррис не пытался точно скопировать их: в частности, он уменьшил контраст штрихов, чтобы шрифт более гармонично смотрелся рядом с обильным декором и иллюстрациями, выполненными в грубоватой манере продольной гравюры.
Моррис, большой почитатель Средневековья, был очень доволен, когда Уолтер Крейн отметил, что его шрифт «более готический», чем антиква Йенсона.
Предполагалось, что этим шрифтом будет набрана «Золотая легенда» Иакова Ворагинского, которая должна была стать первой книгой издательства. Из-за большого объёма и некоторых других обстоятельств три тома «Золотой легенды» вышли только в 1892 году. Первой же книгой, вышедшей в «Келмскотт-пресс», стала «История сверкающей долины» Морриса. Она была набрана Золотым шрифтом и напечатана в мае 1891 года.
Пытаясь «избавить готический шрифт от упреков в неразборчивости», Моррис обращается к так называемой готической антикве. Этот шрифт был популярен среди немецких первопечатников (например, его использовали Петер Шёффер и Гюнтер Цайнер), пока его не вытеснили «более готические» ротунда и бастарда. В результате этой попытки появились «Троя» (Troy) и «Чосер» (Chaucer).
«Троя» была изготовлена в двух кеглях специально для переиздания «Собрания повествований о Трое» (1892) — первой печатной книги на английском языке (типограф Уильям Кекстон, 1474). «Чосер», более мелкий шрифт, впервые применен в наборе «Сочинений» Джеффри Чосера (1896).

### Бумага
С самого начала Моррис решил использовать бумагу ручного черпания, так что «оставалось лишь выбрать её разновидность». В качестве образца Моррис выбрал болонскую бумагу 1470-х годов. Захватив книгу, напечатанную на этой бумаге, Моррис и Уокер отправились в Литл-Чарт, графство Кент, к Джозефу Бетчелору, у которого там была бумажная мельница. Бетчелор изготовил нужную бумагу. Для каждого из трёх размеров, в которых поставлялась бумага, Моррис нарисовал водяной знак: цветок, окуня и яблоко.
Кроме того, для самых богатых покупателей часть тиража печаталась на особом тонком пергаменте.

### Краска
После долгих поисков Моррис остановился на ганноверской краске компании Jaenecke. Её идеальный чёрный цвет полностью удовлетворил Морриса. Но краска была очень густая, что сильно осложняло работу печатника. Рабочие запротестовали, и Моррису даже пришлось угрожать закрыть книгопечатню. Так как потерять высокооплачиваемую работу печатники не хотели, им пришлось уступить. Тем не менее Уокер отмечал, что с тех пор «количество напечатанных за день листов стало необычайно маленьким».

### Переплёт
Моррис сделал два эскиза для издательских переплётов. Не доверяя качеству доступной козлиной и телячьей кожи, он остановился на полумягком пергаменном переплёте с разноцветными шёлковыми завязками. Альтернативой был составной переплёт, с маркой издательства на льняном корешке и крышками, покрытыми бумагой верже серого цвета. Эти переплёты делала лондонская фирма J. & J. Leighton. Второй вариант был одобрен Моррисом как «наиболее удачный временный переплёт», однако почти все сохранившиеся книги Kelmscott Press никогда вторично не переплетались.
Время от времени, по особой просьбе покупателей печатни, переплетная мастерская Doves Bindery изготавливала специальные кожаные переплёты.

### Иллюстрации
Среди художников, иллюстрировавших книги печатни, были Эдвард Бёрн-Джонс и Уолтер Крейн. Инициалы, рамки, орнамент, титульные страницы рисовал сам Моррис.
Обилие орнамента и иллюстраций, которое некоторые впоследствии критиковали , Моррис объяснял тем, что он «декоратор по профессии». Он добавлял, что «всегда рассматривал орнаменты как составную часть наборной полосы… [это] способствовало тому, чтобы оформление печатной книги оказалось бы предельно гармоничным».

### Келмскоттский Чосер
Главным достижением книгопечатни стало издание ин-фолио «Сочинений» Джеффри Чосера.
Работа над книгой началась в феврале 1893 года. Бёрн-Джонс нарисовал более 80 иллюстраций. Кроме шрифта («Чосер»), Моррис, как обычно, выполнил орнамент, начальные слова и титульный лист.
Дуглас Кокерелл (младший брат Сидни), работавший в Doves Bindery, по рисунку Морриса изготовил 48 специальных переплётов из свиной кожи со слепым тиснением и серебряными застёжками.
Для печати книги потребовался новый, более мощный пресс, а также помещение для него. Издание книги затянулось и завершено было только в 1896 году, незадолго до смерти Морриса. 425 экземпляров было отпечатано на бумаге, 13 — на пергаменте. Несмотря на то, что книга была сразу раскуплена, выручка не покрыла расходов по её изданию.
Келмскоттский Чосер стал не только самой известной книгой издательства, но и одним из самых больших достижений Уильяма Морриса.

### Итоги
После смерти Морриса Сидни Кокерелл и редактор издательства Ф. С. Эллис в течение 18 месяцев руководили печатней, завершая незаконченные проекты. В 1898 году вышла последняя книга — каталог изданий Kelmscott Press.
Всего было выпущено 53 издания, среди которых работы Морриса, средневековые сочинения и сочинения современных поэтов. Общий тираж книг, напечатанных на бумаге, составил 21 401 экземпляр, на пергаменте — 677 экземпляров.

### Влияние
Небольшое предприятие, просуществовавшее всего семь лет, оставило заметный след в современном книгопечатании. Принципы и подходы, лежавшие в основе его деятельности, еще при жизни Морриса нашли многочисленных подражателей. Следом за «Келмскотт-пресс» появилось множество частных книгопечатен (т. н. Private Press Movement). Среди тех, кто перенял основы книгопечатания, о которых Моррис неоднократно писал, а не только его историзм, можно назвать таких известных типографов, как Даниел Апдайк, Вилли Виганд, Фредерик Гауди, Теодор Лоу де Винн, Френсис Мейнел, Карл Эрнст Пёшель, Брюс Роджерс, а также книгопечатни Ashendene Press, Doves Press, Eragny Press, Golden Cockerell Press, Мерримаунт-пресс, Nonesuch Press, Vale Press, Village Press и др.
«Келмскотт-пресс» оказала огромное влияние на возрождение книгопечатания как ремесла конца XIX — начала XX века . Главная заслуга в этом принадлежит, разумеется, самому Уильяму Моррису. При этом роль книгопечатни отнюдь не исчерпывается его практическим опытом, подражать которому оказалось совсем непросто. Гораздо ценнее были методические выкладки Морриса, впервые убедительно указавшего профессиональному сообществу на образцы подлинного типографского искусства. Его концепция книги как цельного художественного объекта, требовательный подход к книжному шрифту, внимание к набору и оформлению текста — все это несколько позже, уже в начале XX века, легло в основу типографики и помогло существенно поднять качество массовой книги.